# Motocross
Motocross er en sport, som i Danmark organiseres af Danmarks Motor Union (DMU), som også indeholder det i Danmark lidt mere kendte speedway. Man kører på specialbyggede motorcykler kaldet motocrossmaskiner og, i modsætning til speedway på en meget kuperet bane, ofte med flere store hop. Banen er typisk anlagt i et bakket område, og underlaget kan varierer mellem jord, sand, sten og mudder. Motocross er en uhyre konditions-krævende sport. Det meste af tiden står køreren faktisk op. Selve konkurrencen går, ligesom de fleste andre motorsportsgrene, ud på at komme først i mål. Der køres typisk en halv times tid af gangen (afhængig af hvilken klasse der køres i), med 30-40 kørere i hvert heat. Den kører, der efter den halve time, har kørt flest omgange har vundet.
Motocross køres også indendørs som supercross. Her er banen meget teknisk krævende med mange store dobbelthop og sektioner med wupties (vaskebræt). I bl.a. USA er Stadioncross utroligt populært og trækker mange tusinde tilskurer til et enkelt arrangement. 
I Europa er bl.a. Belgien en stor motocross nation, og sammen med cykelsport må det betegnes som Belgiens nationalsport.
Der køres løb i forskellige klasser afhængig af kørernes alder, motorstørrelse og dygtighed. Endvidere køres i særlige micro- og minicrossklasser, opdelt efter alder og motor-/ maskinstørrelse. 
Starten på et løb sker i et bredt startfelt (80 m. med 40 startpladser) , hvor kørerne holder side om side bag en startbom, der efter forudgående signal "falder", hvorefter det gælder om at køre hurtigst muligt og komme først i mål efter en nærmere fastsat køretid, f.eks. 20 min. + 1 omgang. Der gives præmier ved alle løb til de bedst placerede.
Der findes også en freestyle-udgave af motocross. Der gælder det om at lave flest og flotteste "stunts" på tid. Dette er en meget publikumsvenlig variation af motocross. Som noget nyt har USA lavet x-games, hvor b. la. motocross, rally og BMX indgår. 
Nogle af de store Motocross-mærker er:
- Suzuki
- Yamaha
- Ktm
- Kawasaki
- Honda
- Husaberg
- Husqvarna